# 克孜尔乡
克孜尔乡，是中华人民共和国新疆维吾尔自治区阿克苏地区拜城县下辖的一个乡镇级行政单位。

## 行政区划
克孜尔乡下辖以下地区：
铁提尔村、米斯买里村、吉格代力克村、乌堂村、墩硝尔村、丘纳克买里村、喀日尕依买里村、拜格其买里斯村、克孜勒吐尔村、牧场村、克孜水库村和石油勘探队村。